# Pont d'Arslanagić
El pont de Perovića, més conegut com a pont d'Arslanagić, és una estructura que s'edificà originàriament al poble d'Arslanagića Most, i al municipi de Trebinje més tard, sobre el riu Trebišnjica, a Bòsnia i Hercegovina. Data del segle xvi i està inclòs en la llista de monuments nacionals de Bòsnia i Hercegovina.

## Història
Va ser construït per ordre i fiançament del gran visir Sokollu Mehmet Paşa i inaugurat el 1574, per tal de connectar Bòsnia amb la mar Adriàtica, principalment amb les ciutats de Novim —avui Herceg Novi— i Dubrovnik. El 1687, amb la captura de Novim pels venecians, que va provocar la retirada de la població rica musulmana rica cap a Trebinje, el pont va perdre la seva importància. A finals de la Segona Guerra Mundial, el 1944 fou atacat pels txètniks i resultaren parcialment destruïts uns 8 metres de longitud de l'ala esquerra, que foren reemplaçats per una estreta franja de formigó al finalitzar la guerra.

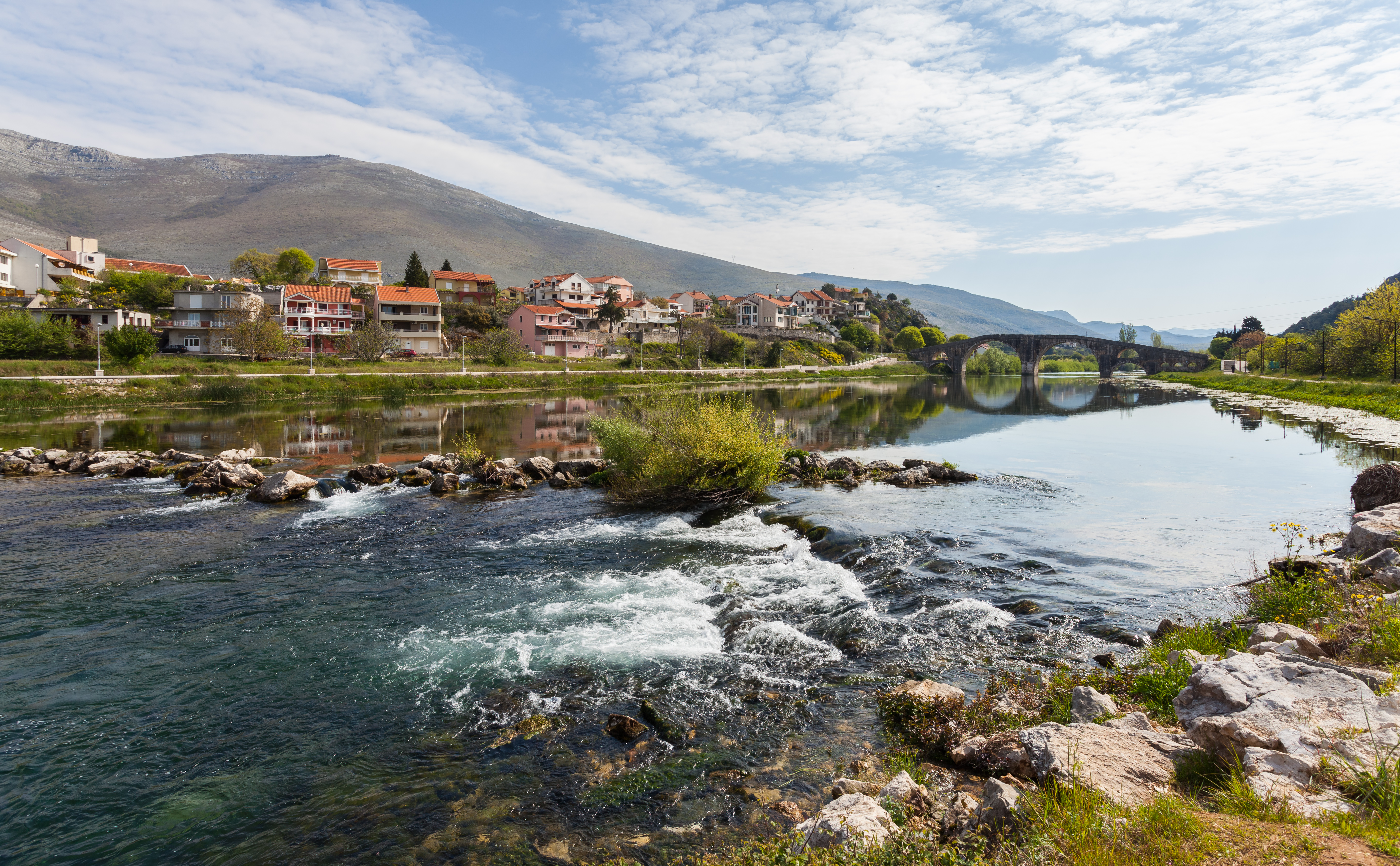
El pont a la seva ubicació des del 1972

Arran de la construcció d'una presa hidroelèctrica al Trebišnjica el 1965 va quedar abnegat sota l'aigua del llac d'acumulació. A petició de l'Institut de monuments culturals, fou desmantellat i transportat aigües avall. Restà a un camp del municipi de Trebinje fins a ser reconstruït entre els anys 1970 i 1972, reubicat a uns 10 quilòmetres del centre de la ciutat de Trebinje. Durant la guerra de Bòsnia, l'any 1993 l'alcalde de la ciutat de Trebinje va canviar el nom tradicional del pont, anomenant-lo Perovića.